# Руслан Петричка
Руслан Петричка (нар. 20 квітня 1978 (46 років) , Чортків ) — український і американський журналіст.

## Життєпис
Випускник Києво-Могилянської Академії. Бакалавр (1999) політології та магістр журналістики.
Працював в редакціях радіо «Київські відомості», Національної телекомпанії України, ТРК «ЕРА».
З 2016 року Петричка працює редактором і ведучим телепрограм української служби Голосу Америки.